# 越南裔塞內加爾人
越僑，在塞內加爾估計人口有100多人到300多人，他們多數是勞工、科技顧問和20世紀早期移民後人。在首都達喀爾有一些越南餐廳。

## 移民歷史
同為法國殖民地，越南和塞內加爾有有長時間文化連結。在1930年代很多塞內加爾人加入法國軍隊，很多是一家人駐在越南。但在40年代則有很多越南女人嫁給塞內加爾士兵共隨他們回國。在2007年1位非官方越裔塞內加爾人領袖估計，全國有300個越南人，他們仍保留越南烹飪和越南語，但大部分已经不会使用越南語。
在1990年代一些越南農業專家在聯合國糧農組織贊助下來到塞內加爾，推動全球南方國家之間的合作。到2001年他們的人數已經上升到40-100人。大多數技術人員來到塞內加爾就職2年，他們多單身赴任，並與其他越南人住在集體住宅。他們的目標是促進適合於塞內加爾經濟發展水平的小規模的技術和方法。例如越南養蜂人介紹塞內加爾農民手動離心蜂蜜提取技術和越南式混凝土蜂箱。
大多數技術人員只說越南語，雖然他們通常在他們在國內時學習了一些沃洛夫語農業詞彙。